# Жозе Мартін Рібейру
Жозе́ Мартін Рібе́йру (5 квітня 2003 ) — український футболіст бразильського походження, півзахисник естонського клубу «Хар'ю».

## Біографія
Народився в сім'ї бразильця та українки. Виступав у Дитячо-юнацькій футбольній лізі України за донецький «Шахтар» (2016—2017), «Арсенал-Київ» (2017) та УФК Дніпро (2017—2020).
У січні 2020 року 16-річний Рібейру підписав свій перший контракт із київським «Динамо», де грав за юнацький та молодіжний склад. Провівши рік у таборі киян, на початку 2021 року Рібейру перейшов у «Колос». У дебютній грі за молодіжний склад ковалівців до 21 року він відзначився голом у ворота однолітків з львівського «Руху» (2:3). Втім і у цьому клубі на дорослому рівні так і не дебютував.
Влітку 2022 року Жозе Мартін Рібейру залишив «Колос», переїхавши до Бельгії, де грав на аматорському рівні.
Першу половину 2024 року провів у таборі литовського клубу ДФК Дайнава. Свій єдиний матч у чемпіонаті Литви футболіст провів 22 червня 2024 року в зустрічі проти «Паневежиса» (0:2). Влітку 2024 року він переїхав до сусідньої Естонії, приєднавшись до «Хар'ю», якому допоміг здобути перемогу в Першій лізі Естонії після закінчення сезону й вийти до елітного дивізіону.

## Досягнення
- Переможець Першої ліги Естонії: 2024